# Lijst van rijksmonumenten in Tiel (gemeente)
De gemeente Tiel telt 93 inschrijvingen in het rijksmonumentenregister. Hieronder een overzicht. 

## Kapel-Avezaath
De plaats Kapel-Avezaath telt 5 inschrijvingen in het rijksmonumentenregister.
| Object                   | Oorspronkelijke functie? | Bouwjaar                      | Architect | Locatie          | Coördinaten?                  | Nr.?  | Afbeelding         |
| ------------------------ | ------------------------ | ----------------------------- | --------- | ---------------- | ----------------------------- | ----- | ------------------ |
| Boerderij De Cromme Maen | Boerderij                | 1866                          |           | Laageinde 45     | 51° 52' 56" NB, 5° 20' 58" OL | 11440 | Meer afbeeldingen  |
| Hoeve Jochmanshof        | Boerderij                | eerste kwart 19e eeuw         |           | Laageinde 3      | 51° 52' 48" NB, 5° 22' 11" OL | 35609 | Meer afbeeldingen  |
| Hoeve 'Waardzicht'       | Boerderij                | 1862 (jaartalankers)          |           | Laageinde 5      | 51° 52' 48" NB, 5° 22' 4" OL  | 35610 | Hoeve 'Waardzicht' |
| Hoeve Zuiderweert        | Boerderij                | eerste helft 19e eeuw         |           | Moleneind 18     | 51° 52' 37" NB, 5° 22' 20" OL | 35611 | Meer afbeeldingen  |
| Agathakapel              | Kerk en kerkonderdeel    | mogelijk 14e eeuw (oorsprong) |           | Zoelensestraat 2 | 51° 52' 48" NB, 5° 22' 28" OL | 35612 | Meer afbeeldingen  |

## Tiel
De plaats Tiel telt 72 inschrijvingen in het rijksmonumentenregister. Zie Lijst van rijksmonumenten in Tiel (plaats) voor een overzicht.

## Wadenoijen
De plaats Wadenoijen telt 13 inschrijvingen in het rijksmonumentenregister. Zie Lijst van rijksmonumenten in Wadenoijen voor een overzicht.

## Zennewijnen
De plaats Zennewijnen telt 3 inschrijvingen in het rijksmonumentenregister.
| Object                                                 | Oorspronkelijke functie? | Bouwjaar                                               | Architect | Locatie          | Coördinaten?                  | Nr.?   | Afbeelding        |
| ------------------------------------------------------ | ------------------------ | ------------------------------------------------------ | --------- | ---------------- | ----------------------------- | ------ | ----------------- |
| Gepleisterde boerderij, onder met riet gedekt wolfsdak | Boerderij                | waarschijnlijk 17e eeuw 1898 (jaartalankers voorgevel) |           | Bredestraat 6    | 51° 51' 32" NB, 5° 24' 34" OL | 35607  | Upload foto       |
| Boerderij op T-vormige plattegrond                     | Boerderij                | 18e eeuw                                               |           | Waalbandijk 87   | 51° 51' 16" NB, 5° 24' 34" OL | 35608  | Meer afbeeldingen |
| Huize Het Klooster                                     | Boerderij                | ca. 1852                                               |           | Hermoesestraat 5 | 51° 51' 16" NB, 5° 24' 9" OL  | 520665 | Meer afbeeldingen |

Aalten ·
Apeldoorn ·
Arnhem ·
Barneveld ·
Berg en Dal ·
Berkelland ·
Beuningen ·
Bronckhorst ·
Brummen ·
Buren ·
Culemborg ·
Doesburg ·
Doetinchem ·
Druten ·
Duiven ·
Ede ·
Elburg ·
Epe ·
Ermelo ·
Harderwijk ·
Hattem ·
Heerde ·
Heumen ·
Lingewaard ·
Lochem ·
Maasdriel ·
Montferland ·
Neder-Betuwe ·
Nijkerk ·
Nijmegen ·
Nunspeet ·
Oldebroek ·
Oost Gelre ·
Oude IJsselstreek ·
Overbetuwe ·
Putten ·
Renkum ·
Rheden ·
Rozendaal ·
Scherpenzeel ·
Tiel ·
Voorst ·
Wageningen ·
West Betuwe ·
West Maas en Waal ·
Westervoort ·
Wijchen ·
Winterswijk ·
Zaltbommel ·
Zevenaar ·
Zutphen